# Roi Et
Roi Et (en tailandès: ร้อยเอ็ด) és una ciutat de Tailàndia al nord del territori de l'Isaan a la província homònima de la que n'és la capital. L'àrea municipal de Roi Et té una població de 34.229 habitants segons el cens del 2006.